# Paul Schebesta
Paul Joachim Schebesta (ur. 20 marca 1887 w Pietrowicach Wielkich, zm. 17 sierpnia 1967 w Mödling pod Wiedniem) – niemiecki teolog, misjonarz, antropolog, etnograf i etnolog.

## Życiorys
Jego rodzina była pochodzenia morawskiego. Związek Schebesty z Kościołem katolickim był od najmłodszych lat bardzo mocny, co potwierdza jego decyzja o wstąpieniu do gimnazjum misyjnego pod Nysą. Po jego ukończeniu studiował filozofię i teologię w wyższej szkole misyjnej Steler Missionare St. Gabriel w Wiedniu, gdzie w 1911 został wyświęcony na księdza. W następnym roku udał się na swoją pierwszą placówkę misyjną do Portugalskiej Afryki Wschodniej. Po 4 latach pracy został w 1916 jako obywatel Rzeszy Niemieckiej internowany przez wojska alianckie i przywieziony do Portugalii.
W 1918 powołano go do Instytutu Antropologicznego w Wiedniu, jednakże dalsze studia i pracę tam mógł rozpocząć dopiero w 1920. Trzy lata później zakończył studia na Uniwersytecie Wiedeńskim, uzyskując tym samym gruntowną wiedzę z zakresu antropologii oraz znajomość kilku narzeczy i języków, m.in. Kingawa i Bantu. Języków tych uczył się Wiedniu oraz w czasie swego kilkumiesięcznego pobytu w Londynie. W 1924 odbył swoją wyprawę misyjno-naukową na półwysep Mallaka w Malezji. W 1925 wrócił do Wiednia, podejmując na tutejszym uniwersytecie studia doktoranckie z zakresu antropologii, etnologii i egiptologii, doktoryzując się w 1926 Studia te zaowocowały w późniejszym okresie wieloletnią działalnością wykładowczą w wyższym seminarium misyjnym St. Gabriel w Wiedniu oraz w wiedeńskiej Wyższej Szkole Handlowej.
W latach 1929–1930 udał się do Konga w celu gruntownego zbadania życia Pigmejów. Podjął tu pierwsze próby naukowego opisania ich życia, w tym zanikających, głównie za sprawą białych ludzi, kultury i obyczajów. W 1930 opracował zmierzający do uratowania zanikającej kultury tego ludu plan zmiany trybu życia Pigmejów z koczowniczego na osiadły. Namawiał ich do założenia plantacji i uprawy bananów. Gdy w 1935 wrócił do Afryki Centralnej, przekonał się, że w tym czasie stali się oni osiadłymi plantatorami i znacznie poszerzyli teren upraw. Ich wsie były schludne, stałe domostwa zadbane i jak na warunki afrykańskie sprawiały wrażenie dostatnich. Zachęcony tym Schebesta doprowadził do otwarcia tam stałej stacji misyjnej oraz szkoły.
W latach 1938–1939 odbył swoją drugą podróż na Filipiny, odwiedził także znane mu już rejony Archipelagu Malajskiego – Sumatrę i Jawę. W 1950 udał się po raz trzeci do kongijskich Pigmejów. Zastał tam sytuację zgoła inną niż podczas poprzedniej wyprawy. Toczące się w tym czasie wojny, zamieszki polityczne, a przede wszystkim wdzierające się bezwzględnie w lasy tropikalne koncerny międzynarodowe zniszczyły w dużej mierze jego dzieło. Stacja misyjna wegetowała, szkoła przestała istnieć, żyjące w pobliżu plemiona murzyńskie uległy degradacji, rozbiciu, a ich kultura, dawny tryb życia i tradycje upadły. W 1954 misjonarz podjął czwartą i ostatnia podróż do Pigmejów kongijskich. Chcąc uratować ich formę życia i kulturę, apelował do odpowiednich władz lokalnych o utworzenie specjalnych rezerwatów. Opracował też przemyślany i wyważony plan ratowania pigmejskiej kultury. Niestabilność polityczna oraz brak szczerej woli rozwiązania tego problemu ze strony miejscowej władz spowodowały, że plan nigdy nie doczekał się realizacji.
Schebesta był członkiem wielu instytucji naukowych i instytutów antropologicznych na całym świecie m.in. członkiem korespondentem Austriackiej Akademii Nauk oraz Niemieckiego Towarzystwa Antropologicznego, honorowym członkiem Angielskiego Towarzystwa Antropologicznego w Londynie i Towarzystwa Języków Afrykańskich w Brukseli oraz członkiem korespondentem instytucji naukowych z Ameryki Północnej i Afryki. Za swą prace i zasługi został odznaczony wieloma odznaczeniami austriackimi, niemieckimi, czeskimi i słowackimi. Jego dzieła zostały i są nadal wydawane w wielu językach i krajach na całym świecie.
Zmarł na atak serca 1967 w Mödling pod Wiedniem i został pochowany na tamtejszym cmentarzu. Od plemion Konga otrzymał tytuł „Baba va Bambuti”, czyli ojca pigmejów.